# Makoto Minamiyama
Makoto Minamiyama (南山真?, Minamiyama Makoto; Yokosuka, 11 marzo 1973) è un ex cestista giapponese.

## Carriera
Con il Giappone ha disputato il Campionato del mondo del 1998, segnando 35 punti in 5 partite.